# Herbert Burkarth
Herbert Burkarth (* 13. Februar 1924 in Veringenstadt; † 24. Oktober 2006 in Gammertingen) war ein deutscher Arzt und Heimatforscher.

## Leben
Herbert Burkarth war der Sohn des Arztes Erwin Burkarth (1892–1970) und dessen Ehefrau Else Burkarth, geb. Reckert (1901–1986). Er wuchs ab 1928 in Gammertingen auf, nachdem sein Vater dort, wo die Familie seit dem 16. Jahrhundert ortsansässig war, die väterliche Arztpraxis übernommen hatte. Nach dem Besuch der Grundschule in Gammertingen wechselte Burkarth 1934 auf das Staatliche Gymnasium in Sigmaringen und 1936 von dort an das Jesuiten-Kolleg St. Blasien. Nach der Aufhebung des Kollegs durch die NS-Regierung besuchte er ab 1938 erneut die Oberschule für Jungen in Sigmaringen, wo er 1941 das Notabitur ablegte und im September als Sanitätsoffiziersanwärter der Luftwaffe zur Grundausbildung nach Schweidnitz in Niederschlesien einberufen wurde. Im April 1942 erfolgte die Versetzung zur Ärztlichen Akademie der Luftwaffe in Berlin zum Medizinstudium mit Abkommandierung zu Fronteinsätzen und Lehrgängen in den Semesterferien.
Nach zwei Semestern an der Universität Würzburg und dem Physikum im Februar 1944 absolvierte Burkarth bis Juli 1944 ein klinisches Semester in Berlin und wurde danach zur 1. Fallschirmjäger-Division (Wehrmacht) in Italien abkommandiert. Von Oktober 1944 bis Februar 1947 war Burkarth in britischer Kriegsgefangenschaft in Süditalien, zuletzt in Tarent. Seit Sommer 1947 arbeitete er im Fürst-Carl-Landeskrankenhaus in Sigmaringen. Zum Sommersemester 1948 erhielt er einen Studienplatz an der Universität Tübingen. 1951/52 legte er dort das Staatsexamen ab und wurde 1952 mit einer medizinhistorischen Arbeit zu Frederik Ruysch zum Dr. med. promoviert. 1952 bis 1955 folgten Assistentenstellen in Sigmaringen, Schwenningen a. N. und Ehingen (Donau). 1955 übernahm Burkarth die väterliche Praxis in Gammertingen und war für mehr als 35 Jahre als Hausarzt in Gammertingen, Neufra, Bronnen, Mägerkingen, Hausen a. L., Hettingen, Hermentingen, Kettenacker, Feldhausen und Harthausen b. F. tätig, dazu von 1963 bis 1991 Heimarzt im Kreisaltersheim Gammertingen und in der Heilerziehungsanstalt Mariaberg.
Neben dem Arztberuf galten seine Interessen der Kunstgeschichte, speziell der Antike, die sich in zahlreichen Reisen nach Italien, Frankreich, Griechenland, der Türkei, Tunesien usw. niederschlugen. Vor allem aber widmete sich Burkarth mit zahlreichen Beiträgen der hohenzollerischen Geschichte. Seit 1955 war er Mitglied des Hohenzollerischen Geschichtsvereins, wurde 1968 in den Vorstand des Vereins gewählt und war 1970 bis 2002 Schriftleiter der Hohenzollerischen Heimat. 2001 wurde Burkarth mit der Heimatmedaille des Landes Baden-Württemberg ausgezeichnet; 2004 wurde er zum Ehrenbürger der Stadt Gammertingen ernannt.
Seit 1948 war er Mitglied der katholischen Studentenverbindung AV Guestfalia Tübingen.

## Veröffentlichungen (Auswahl)
- Geschichte der Herrschaft Gammertingen-Hettingen. Thorbecke, Sigmaringen 1983, ISBN 3-7995-4062-8
- 800 Jahre Kettenacker. Zur Geschichte einer Albgemeinde. Gammertingen 1986.
- Die Revolution von 1948/49 in der Oberamtsstadt Gammertingen. Gammertingen 1998.
- Das Kloster Mariaberg. In: Edwin Ernst Weber (Hrsg.): Klöster im Landkreis Sigmaringen in Geschichte und Gegenwart. Kunstverlag Fink, Lindenberg 2005, ISBN 3-89870-190-5, S. 238–260.